# 戴蒙德维尔 (怀俄明州)
戴蒙德维尔（英語：Diamondville）是美国怀俄明州林肯县下属的一座城鎮。该鎮的人口在2000年为716人，2010年有737，2011年则估计有735人。